# Síndrome MOMO
El síndrome MOMO es un desorden genético extremadamente raro el cual pertenece a los síndromes de sobrecrecimiento. Ha sido diagnosticado en sólo 6 personas en el mundo con una incidencia de 1 en 100 millones de nacimientos. El nombre es un acrónimo de 4 aspectos que caracterizan a este síndrome: Macrosomía (peso elevado al nacer), Obesidad, Macrocefalia (cráneo aumentado de tamaño) y anormalidades Oculares. Se desconoce si es que el síndrome limita la expectativa de vida de los pacientes. Fue diagnosticado por primera vez en 1993 por la profesora Célia Priszkulnik Koiffmann, una investigadora brasileña.
El acrónimo del síndrome es un calambur. Se refiere a un alto y obeso rey de los carnavales, Momus—Rei Momo en portugués.

## Signos y síntomas
Junto a las 4 características que se muestran en el acrónimo, también existen otros síntomas en común:
- Inclinación de la frente hacia abajo
- Retraso en la maduración ósea
- Retraso mental

La anormalidad ocular generalmente son coloboma retinal y nistagmo patológico.

## Patofisiología

El síndrome MOMO tiene un patrón de herencia del tipo autosómico dominante

Debido a que el síndrome MOMO es un caso muy raro, se han realizado muy pocos estudios para descubrir el origen del desorden. Actuales investigaciones sugieren que está relacionado con una mutación de novo autosómica dominante

## Casos confirmados
En el año 2002 en Icklesham, Inglaterra nació Archie Thompson con un pesó 3740 gr. 
A los 15 meses tenía un peso de 25 kg y a los 24 meses pesaba 38 kg. La condición causó una sobrecarga de estrés para el corazón y los pulmones. 
Danielle Falan, de Sao Paulo, Brasil, es una de las más antiguas pacientes con síndrome de MOMO. Con la edad de 17 años fue mostrada en los documentales de Archie Thompson. Falan asistía como una alumna regular al colegio, aunque el retraso mental le impedía llevar una vida académica normal.
Otros cinco casos han sido diagnosticado en Italia, Brasil, Alemania (one of the 2 cases:)Sarah-Michelle, y en Polonia .
Otro caso adicional fue registrado el 2010. Wesley Ahearn. de Lawrenceville, tiene 12 años y sufre de síndrome JC, síndrome MOMO y autismo.
A principios de 2018 un caso más fue descubierto en Cuba. A pesar de recién conocerse el caso, fue diagnosticado en 2012, pero debido al hermetismo que los medios de comunicación de cuba manejan, apenas sale a la luz gracias al periódico Primavera Digital Se trata de un niño de 7 años (a la fecha de junio del 2018) llamado Diorkeblin Hernández Durruthy. Al ser incapaces los médicos de llegar al diagnóstico de síndrome MOMO cuando Diorkeblin era más joven, ha crecido con esta condición sin tratamiento alguno hasta que fue diagnosticado por la doctora máster en ciencias Araceli Lantigua, quien se desempeña como vicedirectora nacional de genética en el MINSAP y la cual diagnosticó a Diorkeblin cuando este tenía un año de vida. Los padres del niño alegan negligencia por parte del sistema de salud cubano, el cual no ha demostrado interés en el caso de Diorkeblin